# Marshall Amplification
A Marshall Amplification é uma empresa de amplificadores, tendo surgido há mais de quarenta anos na Inglaterra, com seu fundador, Jim Marshall.
Tornou-se famosa por caracterizar timbres como o de Jimi Hendrix, Jimmy Page, Dave Murray, Angus Young, Paul Kossoff, Slash, Kirk Hammett, entre inúmeros outros guitarristas, a Marshall produz alguns dos amplificadores para guitarra mais cobiçados do mundo. Atualmente a Marshall produz também amplificadores para contrabaixo, e se destaca em grandes eventos, com suas paredes imensas de amplificadores com a estampa: "Marshall".
Primeiramente a Marshall produzia amplificadores a válvula. A partir da febre dos transistores na década de 1970, Marshall começou a produzir, além dos valvulados, já tão famosos nas mãos dos grandes artistas da época, os chamados Solid State (com amplificação exclusivamente transistorizada), e também a combinar válvulas e transistores no mesmo amplificador (o chamado híbrido). Mas o timbre Marshall, quente e britânico e caracterizado pelas válvulas, principalmente a EL34, que tem um som bem agudo e estridente e caracterizou o som de Jimi Hendrix entre outros. Atualmente a Marshall também fabrica amplificadores com estágios e efeitos digitais, como a série MG.
Os modelos mais famosos da Marshall são os Plexi (1959SLP), JCM800, JCM900, JCM2000, JTM60, JTM45 e Valvestate.
A partir de 2010 a empresa começa a investir em outras áreas e segmentos, como fones de ouvido, caixas de som bluetooth e telefonia celular.

## Cronologia
Algumas datas chave da empresa:
- 1923: Nasce Jim Marshall.

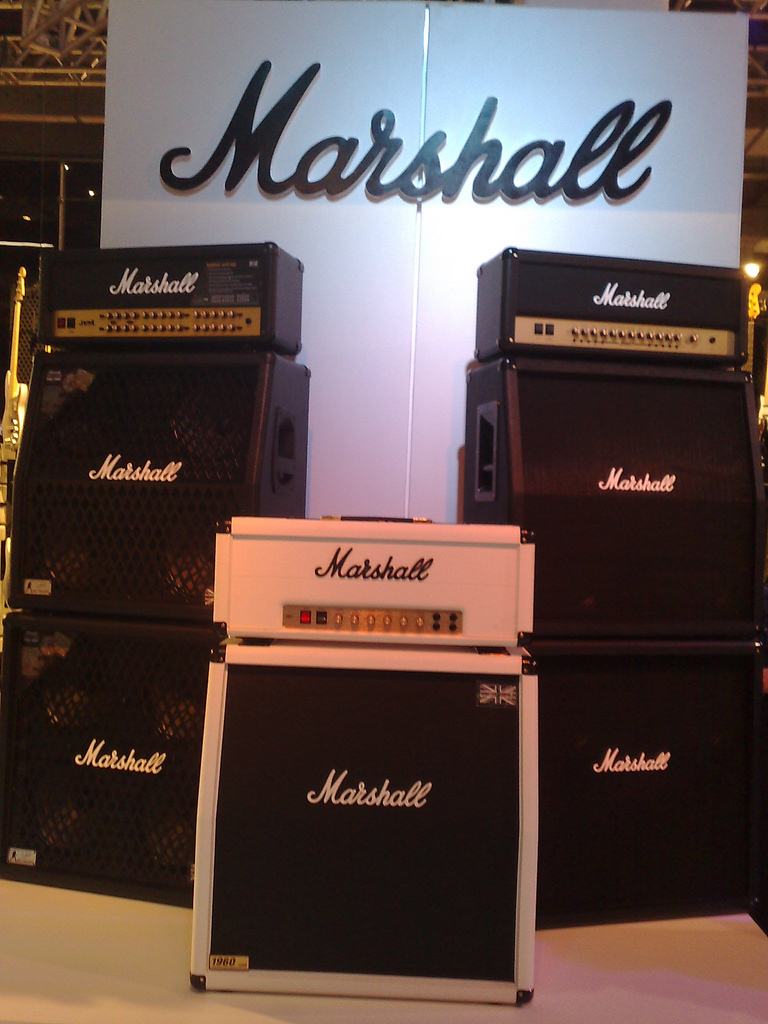
Stand da Marshall em feira de música

- 1937: Jim Marshall começa a fazer aulas de sapateado.
- 1949: Marshall dá aulas de bateria.
- 1960: A primeira loja Marshall é aberta em Londres.
- 1962: Marshall produz seu primeiro amplificador.
- 1964: Marshall inaugura sua primeira fábrica.
- 1965: Marshall produz o combo Bluesbreaker, o primeiro cabeçote de 100 watts.
- 1970: Marshall produz amplificadores coloridos.
- 1981: Marshall lança a série de amplificadores JCM800.
- 1984: Marshall ganha o prêmio ''Queen's Award for Export.
- 1987: Marshall lança o amplificador prateado Jubilee para homenagear os 50 anos de Jim Marshall na música.
- 1991: Marshall introduz o amplificador híbrido Valvestate.
- 1992: Marshall Amplification celebra 30 anos e ganha seu segundo Queen's Award for Export.
- 1994: Produz seus primeiro amplificador para violão, Acoustic series.

- 2000: É lançada a série AVT.

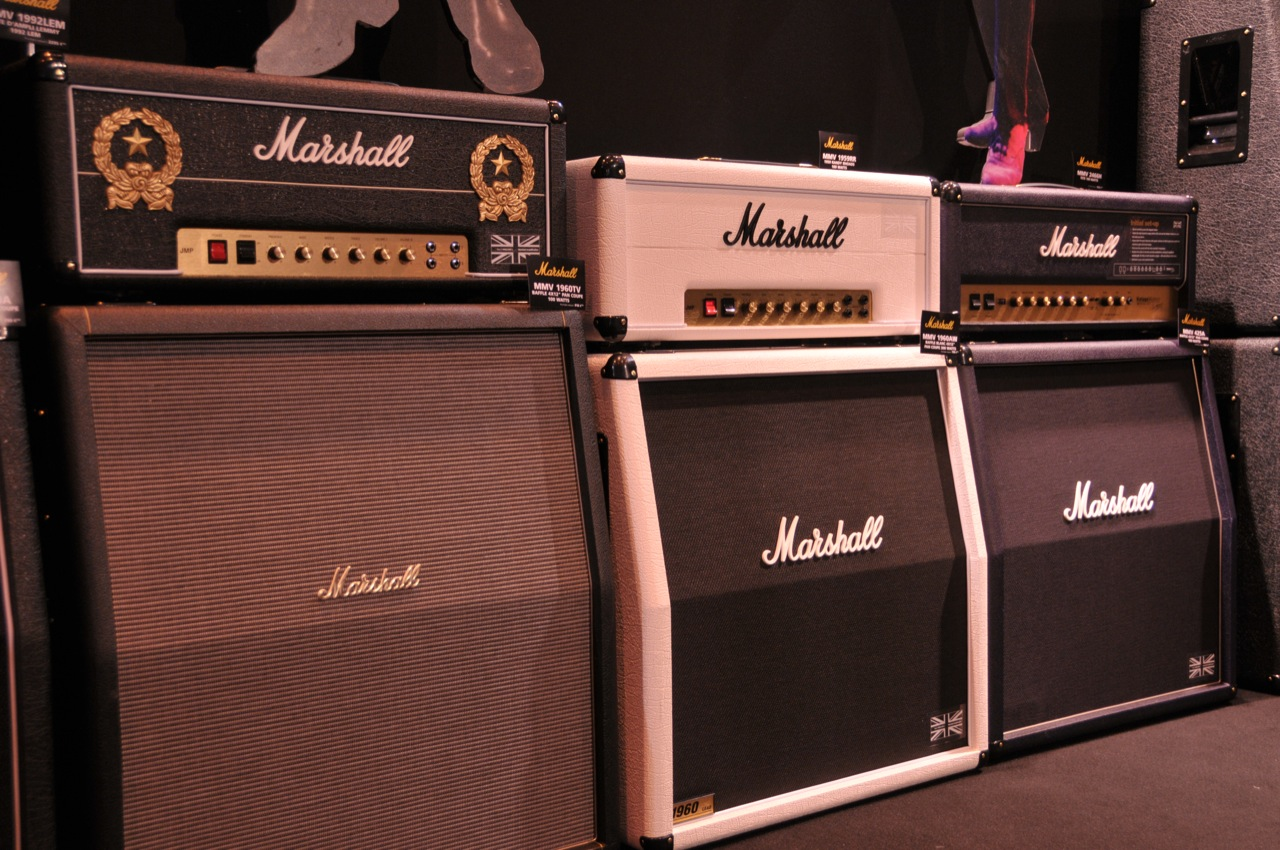
Edições especias de amplificadores Marshall

- 2002: Marshall Amplification celebra seus 40 anos em um show na NAMM (National Association of Music Merchants).
- 2003: Jim Marshall celebra 80 anos.
- 2007: É lançada a linha JVM.
- 2010: Marshal lança fones de ouvido.
- 2012: Empresa completa 50 anos e morte de seu fundador, Jim Marshall, aos 88 anos.[4]
- 2015: Marshall lança seu primeiro telefone celular.[5]
- 2016: Marshall anuncia seu próprio selo artístico, a Marshall Records.[6]
- 2017: Lançamento de fone de ouvido bluetooth.[7]

## Endorsers

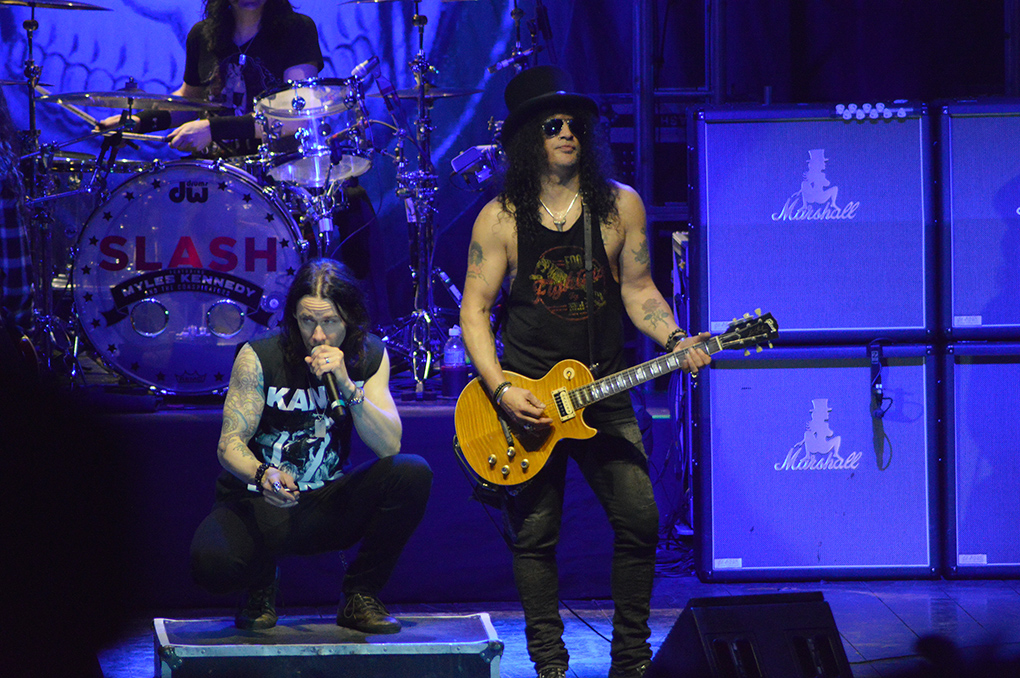
Slash e seu próprio modelo de amplificadores Marshall ao fundo

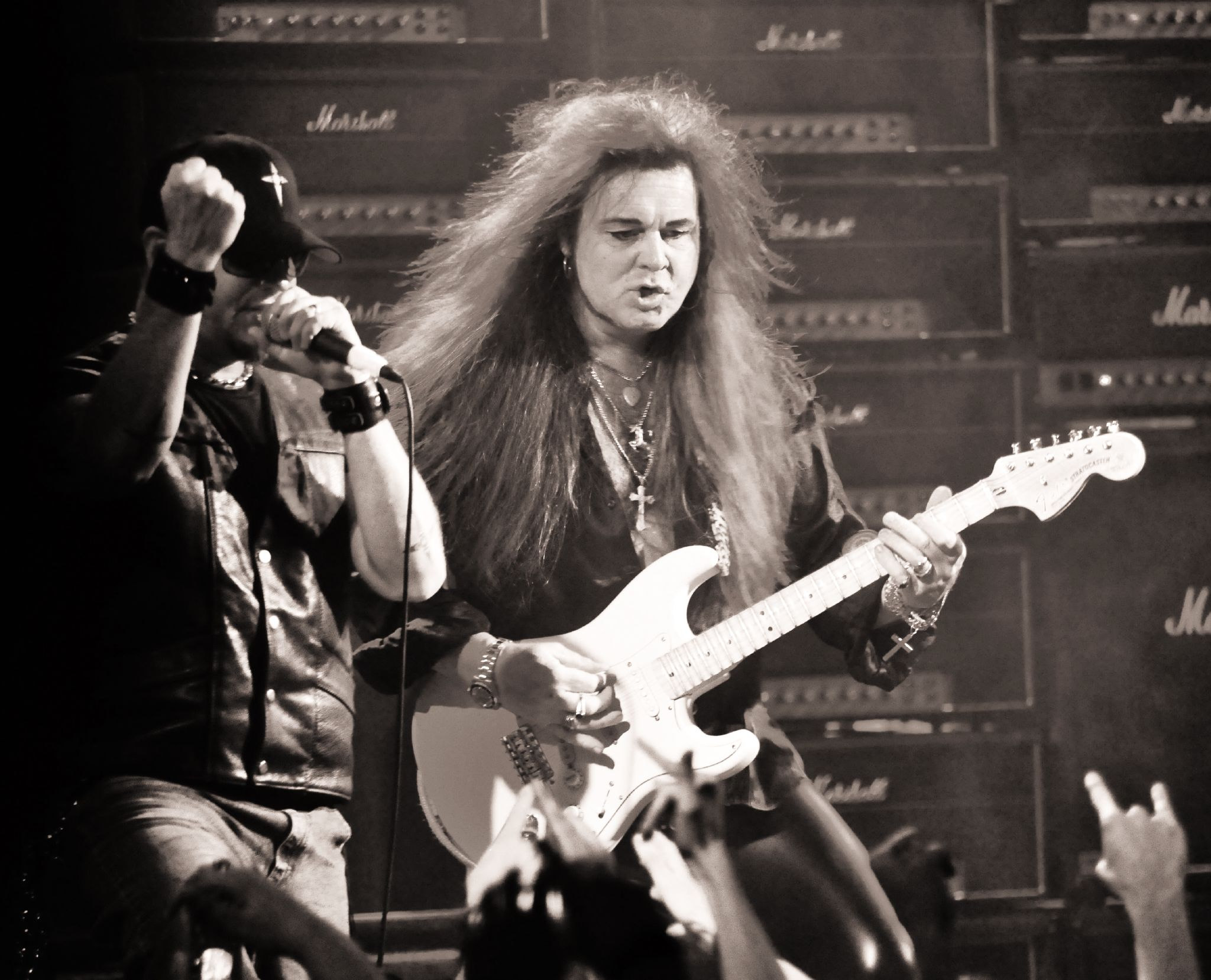
Yngwie Malmsteen e uma "parede" de amplificadores Marshall

Alguns dos artistas que recebem endorsement da Marshall são:
- Angus Young, guitarrista da banda AC/DC;
- Joe Perry, guitarrista da banda Aerosmith;
- Doug Aldrich, artista solo e ex-guitarrista da banda Whitesnake;
- John Norum, guitarrista da banda Europe;
- Gary Moore, artista solo;
- Dave Murray,  Adrian Smith e  Janick Gers, guitarristas da banda Iron Maiden;
- Jeff Beck, artista solo;
- Jimi Hendrix, artista solo; (in memorian)
- Joe Satriani, artista solo;
- Joe Bonamassa, artista solo;
- Dave Mustaine e  Kiko Loureiro, guitarristas da banda Megadeth;
- Paul Gilbert, guitarrista da banda Mr. Big;
- Randy Rhoads, ex-guitarrista do cantor Ozzy Osbourne; (in memorian)
- Richie Kotzen, artista solo;
- Slash, artista solo;
- Kerry King, guitarrista da banda Slayer;
- Yngwie Malmsteen, artista solo;
- Billy Gibbons, guitarrista da banda ZZ Top.

## Expansão
Após tantos anos explorando tão somente a fabricação de amplificadores, a Marshall inicia sua expansão para outros segmentos, todos de certa forma ligados ao ramo musical, visando deixar de ser apenas uma marca de amplificadores, para ser uma marca da música. Assim, inicia, em 2010, a fabricação de fones de ouvido, passando para caixas de som com sistema bluetooth, e até óculos de sol e telefone celular.
Além de novos produtos, a empresa lançou, em 2016, seu próprio selo artístico, a Marshall Records.